# Забродский тигр
«Забродский тигр» (нем. Tiger von Sabrodt) — прозвище, данное самцу-одиночке евразийского волка, который был убит в 1904 году. Считается последним волком Германии, официально застреленным на территории современной страны. После него первые волки, постоянно проживающие в Германии, были зарегистрированы только лишь в 1989 году на территории исторической области Верхняя Лужица в федеральной земле Саксония. В 2000 году впервые за 150-летний период одной волчьей паре, эмигрировавшей с территории Польши, удалось вырастить щенков в одном из лесных массивов Верхней Лужицы.
Первое появление волка было замечено около серболужицкой деревни Заброд, по имени которой получил своё прозвище. Волк рвал скот местных жителей, которые прозвали его «raubsüchtiges Ungetüm» (с нем. — «хищный монстр»). Волки уже тогда были редкостью в Центральной Европе, поэтому высказывались предположения, что хищник сбежал из цирка.
В начале 1904 года на волка неоднократно устраивалась охота. Был убит 27 февраля 1904 года лесником в лесу в окрестностях деревни Чельно. Лесник получил награду в размере 100 марок.
Волк был довольно большого размера, поэтому его прозвали «тигром». Длина животного составляла 1,6 метра, высота в холке составляла 80 сантиметров, вес — 41 килограмм. Туша волка демонстрировалась в течение нескольких дней в замке города Хойерсверда и привлекла внимание более 500 человек.
В настоящее время чучело волка демонстрируется в городском музее Хойерсверды.

## Память
- Изображение «Забродского тигра» используется в гербе добровольной пожарной охраны деревни Заброд[8].
- В 2007 году немецкая группа Powerwolf написала композицию «Tiger of Sabrod» (альбом Lupus Dei), посвящённую «Забродскому тигру».